# Кстово Большое
Кстово Большое — деревня в Савинском районе Ивановской области. Входит в состав Савинского сельского поселения.

## География
Находится в южной части Ивановской области на расстоянии приблизительно 3 км на северо-запад по прямой от районного центра поселка Савино.

## История
Появлялась на карте 1808 года. Однако, в 1859 году так и не была учтена. В 1920-х годах снова появляется на карте региона.

## Население
Постоянное население составляло 30 человек в 2002 году (русские 97 %), 15 в 2010.